# Second to None
Second To None é o segundo álbum da banda de Melodic Hard Rock sueca Eclipse lançado em 2004 pela gravadora Frontiers.

## Faixas
- 2004

1. Always Standing (4:27)
2. All I Do (3:08)
3. Second To None (3:57)
4. Streets Of Gold (3:53)
5. I'll Ask For You (3:20)
6. Nothing Between Us (3:30)
7. Road To Forever (3:31)
8. Body And Soul (3:41)
9. Light Of Day (3:44)
10. Season Of Life (4:28)
11. Better World (2:45)

### Faixas bonus
- Masterpiece Girl (4:03) na versão japonesa

## Créditos
- Erik Martensson
- Magnus Henriksson

## Formação
- Erik Martensson
- Magnus Henriksson
- Magnus Ulfstedt
- Fedrik Folkare

## Técnicos
- Mixagem e Produção: Erik Martensson

## Músicos Adicionais
- Mats Olausson (teclados)
- Johan Fahlberg (backing vocals)